# Temporada 1990-91 de los Charlotte Hornets
La temporada 1990-91 fue la tercera de los Charlotte Hornets en la NBA. La temporada regular acabó con 26 victorias y 56 derrotas, ocupando el undécimo puesto de la conferencia Este, a la que regresaba tras una temporada en el Oeste, no logrando clasificarse para los playoffs.

## Elecciones en elDraft
| Ronda | Puesto | Jugador         | Posición | Nacionalidad   | Universidad |
| ----- | ------ | --------------- | -------- | -------------- | ----------- |
| 1     | 5      | Kendall Gill    | Escolta  | Estados Unidos | Illinois    |
| 2     | 39     | Steve Scheffler | Pívot    | Estados Unidos | Purdue      |

## Temporada regular
| División Central    | División Central | División Central | División Central | División Central | División Central | División Central | División Central | División Central |
| Equipo              | G                | P                | %                | PD               | Casa             | Fuera            | Div              |                  |
| ------------------- | ---------------- | ---------------- | ---------------- | ---------------- | ---------------- | ---------------- | ---------------- | ---------------- |
| y-Chicago Bulls     | 61               | 21               | .744             | —                | 35–6             | 26–15            | 25–5             |                  |
| x-Detroit Pistons   | 50               | 32               | .610             | 11               | 32–9             | 18–23            | 19-11            |                  |
| x-Milwaukee Bucks   | 48               | 34               | .585             | 13               | 33–8             | 15–26            | 16–14            |                  |
| x-Atlanta Hawks     | 43               | 39               | .524             | 18               | 29–12            | 14–27            | 11–19            |                  |
| x-Indiana Pacers    | 41               | 41               | .500             | 20               | 29-12            | 12–29            | 15-15            |                  |
| Cleveland Cavaliers | 33               | 49               | .402             | 28               | 23–18            | 10–31            | 11-19            |                  |
| Charlotte Hornets   | 26               | 56               | .317             | 35               | 17–24            | 9–32             | 8–22             |                  |

## Estadísticas
| Rk | Jugador         | Edad | P  | PT | MP   | TC  | TCI  | %TC  | T3  | T3I | %T3  | TL  | TLI | %TL  | RO  | RD  | RT  | AS  | RB  | TAP | BP  | FP  | PTS  |
| -- | --------------- | ---- | -- | -- | ---- | --- | ---- | ---- | --- | --- | ---- | --- | --- | ---- | --- | --- | --- | --- | --- | --- | --- | --- | ---- |
| 1  | Armen Gilliam   | 26   | 25 | 25 | 38.0 | 7.8 | 15.2 | .513 | 0.0 | 0.0 |      | 4.2 | 5.1 | .813 | 3.4 | 5.9 | 9.4 | 1.1 | 1.4 | 0.8 | 2.6 | 2.6 | 19.8 |
| 2  | J.R. Reid       | 22   | 80 | 80 | 30.8 | 4.5 | 9.7  | .466 | 0.0 | 0.0 | .000 | 2.3 | 3.2 | .703 | 1.9 | 4.4 | 6.3 | 1.1 | 1.1 | 0.6 | 1.9 | 3.6 | 11.3 |
| 3  | Johnny Newman   | 27   | 81 | 81 | 30.6 | 5.9 | 12.6 | .470 | 0.4 | 1.0 | .357 | 4.8 | 5.9 | .809 | 1.2 | 2.0 | 3.1 | 2.3 | 1.2 | 0.2 | 2.3 | 3.4 | 16.9 |
| 4  | Rex Chapman     | 23   | 70 | 68 | 30.0 | 5.9 | 13.2 | .445 | 0.7 | 2.1 | .324 | 3.3 | 4.0 | .830 | 0.6 | 2.1 | 2.7 | 3.6 | 1.0 | 0.2 | 1.9 | 2.4 | 15.7 |
| 5  | Muggsy Bogues   | 26   | 81 | 46 | 28.4 | 3.0 | 6.5  | .460 | 0.0 | 0.1 | .000 | 1.1 | 1.3 | .796 | 0.7 | 2.0 | 2.7 | 8.3 | 1.7 | 0.0 | 1.5 | 2.0 | 7.0  |
| 6  | Mike Gminski    | 31   | 50 | 50 | 28.1 | 5.0 | 10.5 | .473 | 0.0 | 0.1 | .167 | 1.5 | 1.9 | .789 | 2.3 | 5.3 | 7.6 | 1.2 | 0.5 | 0.4 | 1.1 | 1.2 | 11.4 |
| 7  | Kendall Gill    | 22   | 82 | 36 | 23.7 | 4.6 | 10.2 | .450 | 0.0 | 0.2 | .143 | 1.9 | 2.2 | .835 | 1.3 | 1.9 | 3.2 | 3.7 | 1.3 | 0.5 | 2.0 | 2.3 | 11.0 |
| 8  | Kenny Gattison  | 26   | 72 | 6  | 21.6 | 3.4 | 6.3  | .532 | 0.0 | 0.0 | .000 | 2.3 | 3.4 | .661 | 1.9 | 3.4 | 5.3 | 0.6 | 0.7 | 0.9 | 1.4 | 2.9 | 9.0  |
| 9  | Dell Curry      | 26   | 76 | 14 | 19.9 | 4.4 | 9.4  | .471 | 0.4 | 1.1 | .372 | 1.3 | 1.5 | .842 | 0.6 | 2.0 | 2.6 | 2.2 | 1.0 | 0.3 | 1.1 | 1.6 | 10.6 |
| 10 | Eric Leckner    | 24   | 40 | 2  | 18.6 | 2.3 | 5.0  | .465 | 0.0 | 0.0 |      | 1.2 | 2.1 | .548 | 1.4 | 3.8 | 5.2 | 0.5 | 0.3 | 0.3 | 1.1 | 3.1 | 5.8  |
| 11 | Earl Cureton    | 33   | 9  | 1  | 17.7 | 0.9 | 2.7  | .333 | 0.0 | 0.1 | .000 | 0.1 | 0.3 | .333 | 0.7 | 3.3 | 4.0 | 0.3 | 0.0 | 0.3 | 0.7 | 1.8 | 1.9  |
| 12 | Kelly Tripucka  | 31   | 77 | 1  | 16.7 | 2.4 | 5.4  | .454 | 0.2 | 0.6 | .333 | 2.0 | 2.2 | .910 | 0.6 | 1.7 | 2.3 | 2.1 | 0.4 | 0.2 | 1.2 | 1.7 | 7.0  |
| 13 | Jeff Sanders    | 25   | 3  | 0  | 14.3 | 2.0 | 4.7  | .429 | 0.0 | 0.0 |      | 0.3 | 0.7 | .500 | 1.0 | 2.0 | 3.0 | 0.3 | 0.3 | 0.3 | 0.3 | 2.0 | 4.3  |
| 14 | Randolph Keys   | 24   | 44 | 0  | 10.8 | 1.3 | 3.3  | .407 | 0.1 | 0.3 | .214 | 0.4 | 0.8 | .576 | 0.9 | 1.4 | 2.3 | 0.4 | 0.5 | 0.3 | 0.8 | 2.1 | 3.2  |
| 15 | Scott Haffner   | 24   | 7  | 0  | 7.1  | 1.1 | 3.0  | .381 | 0.0 | 0.3 | .000 | 0.1 | 0.3 | .500 | 0.3 | 0.3 | 0.6 | 1.3 | 0.4 | 0.1 | 0.6 | 0.6 | 2.4  |
| 16 | Dave Hoppen     | 26   | 19 | 0  | 5.9  | 0.9 | 1.7  | .563 | 0.0 | 0.1 | .000 | 0.4 | 0.5 | .800 | 0.7 | 0.8 | 1.6 | 0.2 | 0.1 | 0.1 | 0.6 | 0.9 | 2.3  |
| 17 | Steve Scheffler | 23   | 39 | 0  | 5.8  | 0.5 | 1.0  | .513 | 0.0 | 0.0 |      | 0.5 | 0.5 | .905 | 0.5 | 0.6 | 1.2 | 0.2 | 0.2 | 0.1 | 0.1 | 0.5 | 1.5  |

## Galardones y récords
| Jugador      | Galardón                            |
| Kendall Gill | Mejor quinteto de rookies de la NBA |